# Anogyra
Anogyra (griechisch Ανώγυρα) ist eine Gemeinde im Bezirk Limassol in Zypern. Bei der Volkszählung im Jahr 2021 hatte sie 326 Einwohner.

## Lage und Umgebung

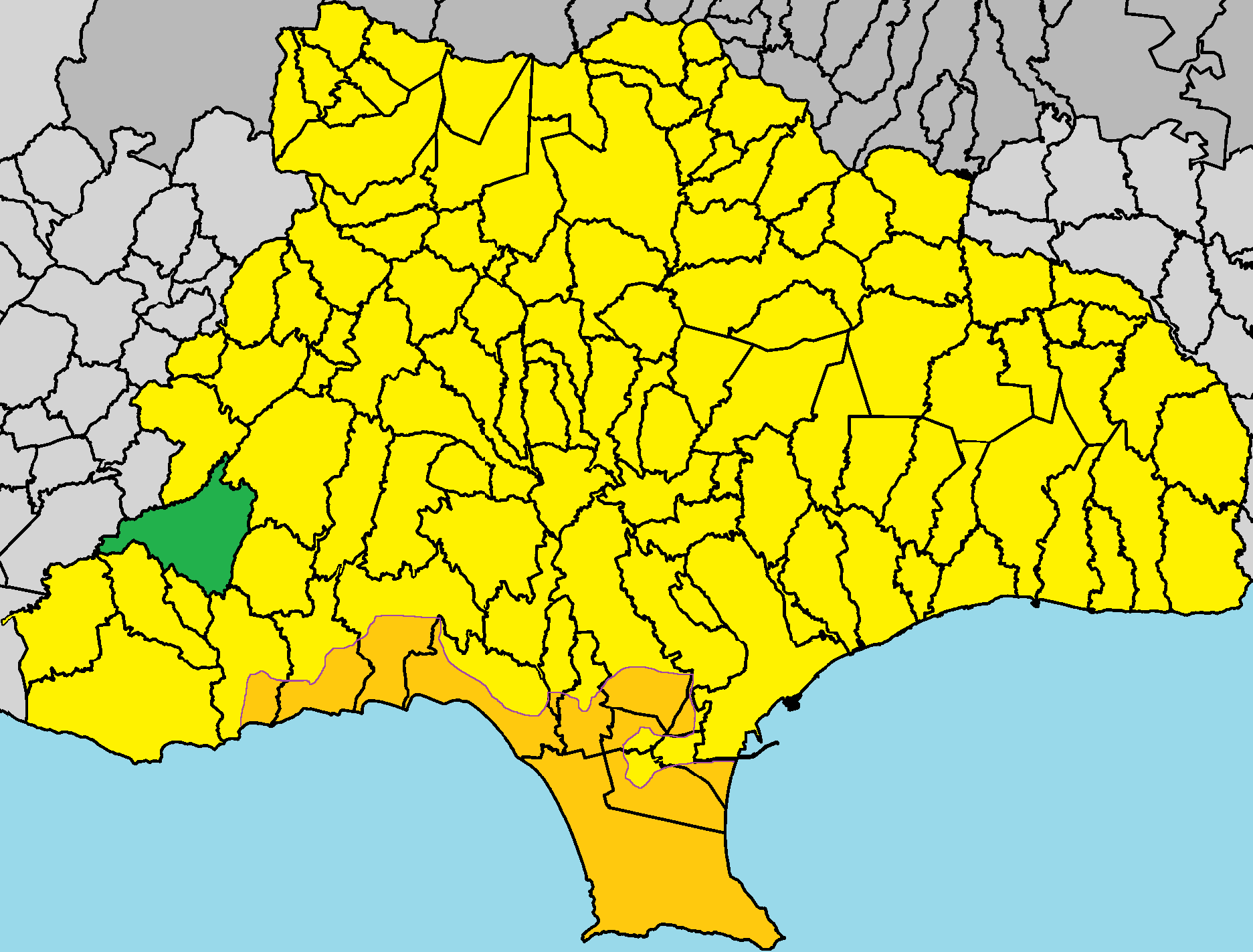
Lage im Bezirk Limassol

Anogyra liegt im Südwesten der Insel Zypern auf circa 465 Metern Höhe, etwa 74 km südwestlich der Hauptstadt Nikosia, 28 km westlich von Limassol und 28 km östlich von Paphos.
Der Ort liegt etwa 10 Kilometer von der Mittelmeerküste entfernt im hügeligen Küstenhinterland. Westlich vom Gemeindegebiet beginnt der angrenzende Bezirk Paphos, das Troodos-Gebirge liegt weiter im Inselinneren im Norden und Nordosten. Anogyra galt als einer der wichtigsten Johannisbrot-Produzenten, der Ort ist auch für die Herstellung von Pasteli aus Johannisbrotsirup bekannt, einer vor allem in Griechenland traditionellen Süßigkeit, die meistens aus Honig hergestellt wird.
Orte in der Umgebung sind Dora im Norden, Pachna im Nordosten, Prastio im Osten, Avdimou im Südosten, Agios Thomas und Platanistia im Süden sowie im Bezirk Paphos Pano Archimandrita und Mousere im Westen.

## Geschichte
Archäologische Funde aus Ausgrabungen in der Gegend weisen darauf hin, dass sie seit der Jungsteinzeit (8200–3900 v. Chr.) bewohnt war. Es wird durch die Funde geschlossen, dass das Dorf im Laufe der Jahrhunderte nie verlassen wurde, also durchgehend bewohnt war.

### Bevölkerungsentwicklung
| Jahr      | 1881 | 1891 | 1901 | 1911 | 1921 | 1931 | 1946 | 1960 | 1976 | 1982 | 1992 | 2001 | 2011 | 2021 |
| Einwohner | 437  | 487  | 552  | 522  | 625  | 626  | 655  | 620  | 424  | 296  | 186  | 244  | 301  | 326  |